# Santa Maria de Montmagastrell
Santa Maria de Montmagastrell es una localidad española del municipio de Tárrega, perteneciente a la provincia de Lérida, en la comunidad autónoma de Cataluña.

## Historia
Hacia mediados del siglo XIX, el lugar tenía contabilizada una población de 20 habitantes. La localidad aparece descrita en el decimoprimer volumen del Diccionario geográfico-estadístico-histórico de España y sus posesiones de Ultramar de Pascual Madoz de la siguiente manera:

MONMAGASTRELL (Sta Maria de): l. que forma ayunt. con el pueblo de Altel (1/2 leg.), en la prov. de Lérida (6), part. jud. de Cervera (2), aud. terr. y c. g. de Cataluña (Barcelona 17), dióc. de Seo de Urgel (14); se halla sit. en un llano, donde le combaten los vientos del N. y O., y su clima es sano: tiene 12 casas, cuya construccion data del principio del siglo anterior, pues antes no habia mas que una sola que en la actualidad existe con el nombre de Casa Vella; igl. parr. (Sta. Maria) servida por un cura párroco, y cementerio contiguo á ella y tambien un pozo y una balsa de agua para el consumo de los vecinos. Confina el térm. por el N. con Monfalcó y Puigvert; E. Osso y Conil; S. Guilella y Claravalles, y O. la Guardia y Tornabous: el terreno es de tierra muy fuerte, y tan seco que es conocido por Plans de llengua eixuta, pero muy á propósito para la produccion del trigo. caminos: de herradura y carreteros en muy buen estado que dirigen á los pueblos circunvecinos. La correspondencia se recibe de la estafeta de Tárrega. prod.: trigo de escelente calidad, aceite y vino regular; cria ganado lanar en corta cantidad y hay caza de perdices, y una clase de liebres pequeñas y buenas y de una piel muy fina. pobl.: 4 vec., 20 alm. riqueza imp.: 9,284 rs. contr.: el 14'48 por 100 de esta riqueza.
(Madoz, 1848, p. 506)

En la actualidad pertenece al municipio de Tárrega. En 2022 la entidad singular de población tenía empadronados 51 habitantes y el núcleo de población 48 habitantes.

## Patrimonio
En la localidad hay una iglesia bajo la advocación de Santa María.